# Obcinanie
Obcinanie (ang. clipping) – w geometrii obliczeniowej i grafice komputerowej nazwa grupy algorytmów, których celem jest znalezienie części wspólnej obiektu (np. okręgu, odcinka, prostokąta, wielokąta czy bitmapy) wyświetlanego w oknie, zwykle będącym prostokątem.
Algorytmy obcinania działają zwykle z precyzją obiektową, tj. wynikiem algorytmu jest obiekt lub grupa obiektów; np. wynikiem obcięcia wielokąta przez prostokąt jest jeden lub więcej wielokątów. Rzadziej obcinanie wykonuje się dopiero podczas rasteryzacji, wówczas algorytm działa na poziomie pikseli, zapalając tylko te, które znajdują się wewnątrz okna.
Obcinanie niewidocznych elementów ma szczególnie istotne znaczenie w grafice 3D. Ze względu na ograniczone pole widzenia kamery (lub obserwatora), większość elementów jest zwykle niewidoczna. Przetwarzanie ich geometrii przez GPU znacznie spowolniłoby szybkość działania programu, dlatego stosuje się liczne algorytmy obcinania, np. odrzucanie tylnych ścianek, rysowanie tylko obiektów będących w widoku lub różne metody obliczania widoczności (BSP, octree).